# 사회주의노동자연합
사회주의노동자연합(社會主義勞動者聯合, 약칭 사노련)은 '진정한 사회주의 국가 건설과 상비군 폐지'를 주장하면서 2008년 2월 23일에 결성된 70여명의 회원으로 구성된 대한민국의 정치 단체이다. 인터넷에 사회주의 국가를 옹호하는 글을 게시했다. 2008년 미국산 쇠고기 수입에 반대하는 촛불시위에서 팜플렛을 발간·배포하기도 했지만 "북한이 노동자들을 가장 착취하고 있다."고 비판하는 이 단체에 대해 결성한지 6개월이 채 지나지 않아 2008년 8월 사노련 결성자인 오세철 교수 및 소속 회원 6명이 국가보안법 제3조 및 제7조 위반 혐의로 체포되었으나 서울중앙지방법원은 2008년 8월과 10월 두 차례에 걸친 검찰의 구속영창 신청을 "증거가 불충분하고, 국가안보에 있어 실질적인 위협을 주지 않는다."는 이유로 기각했다. 2009년 2월 검찰은 국가보안법 제7조를 위반했다는 혐의로 오세철 교수와 회원 7명을 다시 기소하여 2011년 2월 서울중앙지방법원은 쿠바와 중국, 베트남의 공산당 체제를 비판하고 있다는 점을 들어 이적단체가 아니라고 하면서“국가변란을 선전 선동을 했다."는 이유로 유죄를 선고했다. 2011년 12월 서울고등법원에서의 항소심에서 8명의 형량을 높여 징역 1년 6월 ~ 2년, 집행유예 3년을 선고했다. 2014년 8월20일 대법원은 "국가보안법상 처벌되는 단체에는 '국가의 존립·안전이나 자유민주적 기본질서를 위태롭게 한다는 점을 알면서 국가변란을 선전·선동하는 것을 목적으로 하는 단체'도 포함된다."면서 사회주의노동자연합을 국가변란 선전·선동단체로 규정했다.

## 주장
이 단체는 사회주의 노동자당 건설을 목표로 삼고 있으며 비정규직 철폐와 국가 기간산업의 국유화, 노동자를 위한 정부를 세우는 것을 목표로 삼고 있다. 따라서 5월부터 열린 한미 쇠고기 협상 내용에 대한 반대 시위에도 꾸준히 참가해 왔다.

## 전개
사회주의노동자연합 운영 위원장인 오세철 연세대학교 명예 교수는 법원에서 열린 영장실질심사에서 "언젠가 법원이 영장을 내줄 만큼 사노련의 활동 자료가 쌓일 때까지 투쟁하겠다.", "법원이 영장을 기각한 이유는 이적단체라는 소명이 '부족해서'이지 이적단체가 아니라는 뜻이 아니다."고 말했다. 그리고 "사노련은 국가 변란을 목표로 하는 조직이지만 지금은 그런 힘이 없다."고 말했다.
진보신당은 26일 성명을 내고 "20세기 역사 속으로 사라진 줄 알았던 조직사건이 일어나고 말았다."며 "대한민국을 절대왕정으로 돌려놓지 않으려면 이명박 정부는 당장 '사노련'에 대한 탄압을 중단하라"고 주장했다.
이들은 "군사정권 시절에도 사회주의자임을 당당히 밝혀왔던 오세철 교수가 21세기에 새삼 국가보안법 혐의로 수사를 받고 있는 상황"이라며 "민주국가의 기본 구성 원리인 사상의 자유를 침해한 이명박 대통령이야말로 국가 위해 세력"이라고 비판했다.
2008년 11월 14일, 경찰은 오세철 운영 위원장 등 사회주의노동자연합 간부 5명에 대해 구속영장을 재신청했다. 검찰은 "북한 체제를 편드는 측면에서의 이적단체는 아니지만 미국을 정면으로 부정한다는 점에서 국가보안법에서 규정한 '국가변란선전선동목적단체'에 해당한다."라며 재신청 이유를 밝혔다. 하지만 법원은 이를 다시 기각했다. 오 전 교수 등은 2008년 2월 사노련을 결성해 2010년 5월까지 '무장봉기 등으로 정부를 전복해야 한다.', '폭력으로 정부를 전복하자'는 주장 내용이 담긴 신문을 제작해 배포하고 사회주의 혁명당 건설토론회를 연 혐의 등으로 기소됐다.